# Ильмово (Удмуртия)
Ильмово — деревня в Кезском районе Удмуртской Республики России.

## География
Деревня находится в северо-восточной части республики, в подзоне южной тайги, к востоку от реки Камы, на расстоянии примерно 44 километров (по прямой) к северу от посёлка Кез, административного центра района. Абсолютная высота — 282 метра над уровнем моря.

### Климат
Климат характеризуется как умеренно континентальный, влажный, с продолжительной холодной многоснежной зимой и относительно коротким тёплым летом. Среднегодовая многолетняя температура воздуха составляет 1 — 1,8 °С. Средняя температура воздуха самого тёплого месяца (июля) — 17,8 °C; самого холодного (января) — −14,9 °C (абсолютный минимум — −40 °C). Безморозный период длится около 110—124 дней. Среднегодовое количество атмосферных осадков составляет 500—600 мм, из которых большая часть выпадает в тёплый период. Снежный покров держится в течение 160—165 дней.

### Часовой пояс
Деревня Ильмово, как и вся Удмуртская Республика, находится в часовой зоне МСК+1. Смещение применяемого времени относительно UTC составляет +4:00.

## Население
| 2010 | 2012 |
| ---- | ---- |
| 0    | →0   |

### Национальный состав
Согласно результатам переписи 2002 года, в национальной структуре населения русские составляли 100 % из 24 чел.